# Verbandplatte
Eine Verbandplatte (Abdeckplatte, Nachblutungsplatte, Bluterplatte, engl.: cradle) ist ein in der Zahnmedizin verwendeter starrer Kompressionsverband in Form einer meist aus Kunststoff gefertigten Platte zum mechanischen Schutz einer Wunde z. B. bei bekannter Störung der Blutgerinnung oder drohender Nachblutung. Die Herstellung erfolgt meist im Tiefziehverfahren. Zum festen Sitz dieser Platte kann diese mit Klammern oder Ligaturen am Restgebiss befestigt werden; im zahnlosen Unterkiefer kann eine Retention z. B. durch Umschlingung des Kiefers erfolgen.
In diesem Sinne kann auch bei der Eingliederung einer Immediatprothese unmittelbar nach einer Zahnextraktion diese als Verbandplatte wirken.